# Леополд Нојмер
Леополд Нојмер (8. фебруар 1919 — 19. март 1990) био је аустријско-немачки фудбалски нападач.
За фудбалску репрезентацију Аустрије одиграо је 4 утакмице и постигао 2 гола. Након анексије Аустрије од стране Немачке, одиграо је једну утакмицу за немачку фудбалску репрезентацију  и учествовао је на Светском првенству у фудбалу 1938. године. Клупску каријеру провео је у Аустрији из Беча.